# Тиньков Микола Сергійович
Мико́ла Сергі́йович Тинько́в (нар. 18 (31) січня 1914, Тиньково, нині Становлянський район, Липецька область, Росія — пом. 15 жовтня 1957) — радянський військовик часів Другої світової війни, підполковник. Герой Радянського Союзу (1945).

## Життєпис
Народився 31 січня 1914 року в селі Тиньково, нині Становлянського району Липецької області Росії, в селянській родині. Росіянин.
Закінчив 3 курси Харківського машинобудівного технікуму. Працював на Новокраматорському машинобудівному заводі в місті Краматорську Сталінської області України.
До лав РСЧА призваний 20 вересня 1941 року Краматорським МВК. Учасник німецько-радянської війни з вересня 1941 року. Воював на Південно-Західному, Донському, Центральному, 1-у та 2-у Українських і 1-у Білоруському фронтах. Пройшов бойовий шлях від заступника командира мінометної роти по політичній частині мотострілецько-кулеметного батальйону 107-ї окремої танкової бригади до заступника командира 18-го окремого гвардійського мотоциклетного батальйону по політичній частині 12-го гвардійського танкового корпусу 2-ї гвардійської танкової армії.
Особливо заступник командира 3-го танкового батальйону по політичній частині 49-ї гвардійської танкової бригади 12-го гвардійського танкового корпусу 2-ї гвардійської танкової армії гвардії капітан М. С. Тиньков відзначився на території Польщі. У період з 14 по 23 січня 1945 року він очолював розвідувальну групу передового загону 49-ї гвардійської танкової бригади. 16 січня на підступах до міста Сохачев розвідувальна група знищила 2 ворожих ешелони з військовим майном і озброєнням. У ніч на 17 січня стрімкою атакою група увірвалась до центру міста, де знищила автоколону зі 110 машин з продовольством і озброєнням. У вуличних боях за Сохачев особисто знищив 15 солдатів ворога. 19 січня, увірвавшись з групою танків на аеродром супротивника в місті Любень-Куявський, знищили 5 літаків. У ніч на 22 січня розвідгрупа несподівано увірвалась до міста Іновроцлав, деморалізувавши супротивника і знищивши при цьому 1 гармату і команду винищувачів танків у складі 25 осіб. Просуваючись містом, на залізничному вокзалі Іновроцлава був знищений ворожий ешелон, а на аеродромі — 4 літаки з екіпажем, що намагались злетіли.

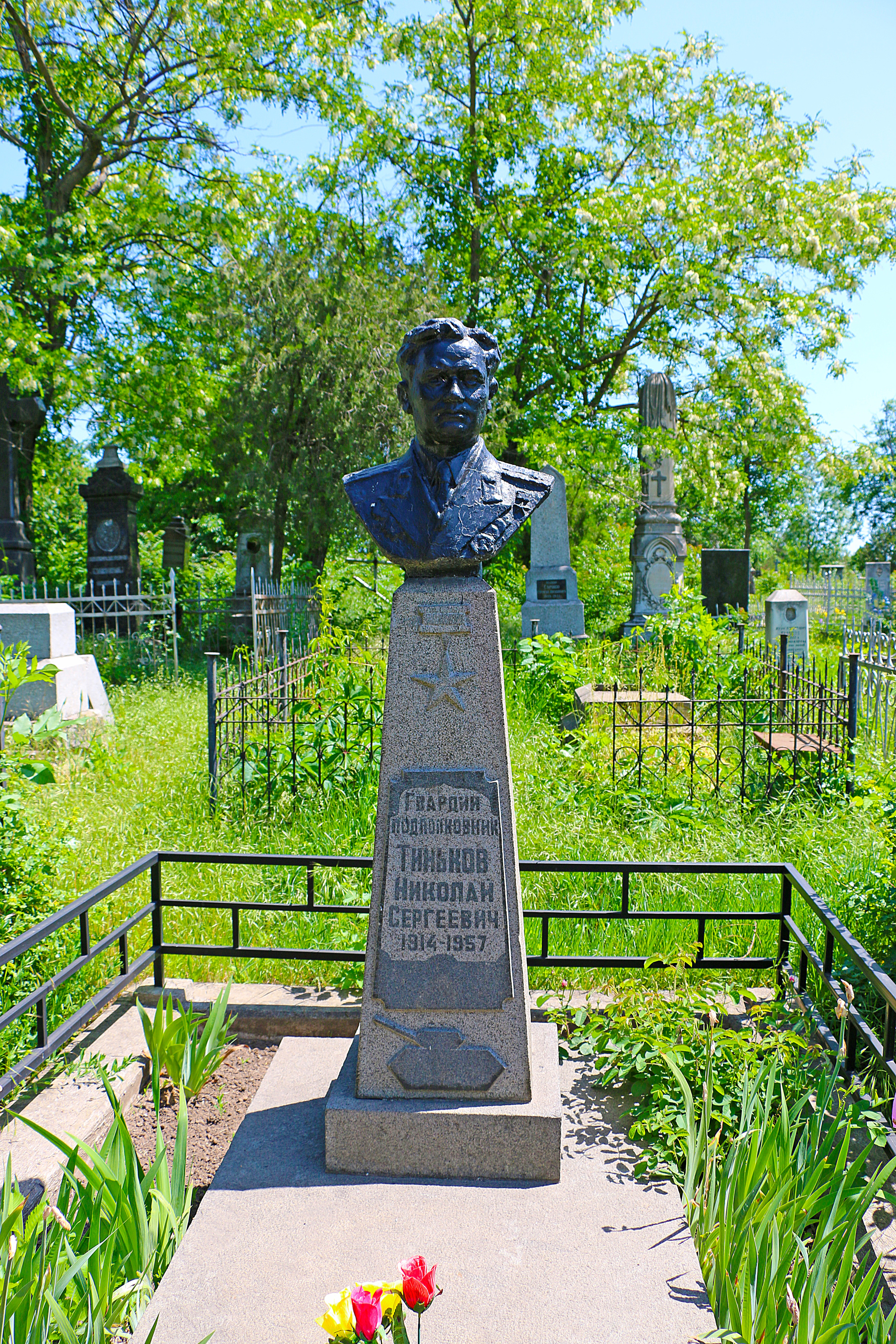
Пам'ятник на могилі М. С. Тинькова в Миколаєві.

Після війни продовжив військову службу в лавах ЗС СРСР. У 1949 році закінчив Курси удосконалення офіцерського складу.
15 жовтня 1957 року підполковник М. С. Тиньков загинув під час виконання службових обов'язків. Похований на старому некрополі в місті Миколаєві.

## Нагороди
Указом Президії Верховної Ради СРСР від 24 березня 1945 року за зразкове виконання бойових завдань командування на фронті боротьби з німецькими загарбниками та виявлені при цьому відвагу і героїзм, гвардії капітанові Тинькову Миколі Сергійовичу присвоєне звання Героя Радянського Союзу з врученням ордена Леніна і медалі «Золота Зірка» (№ 5749).
Також нагороджений орденами Вітчизняної війни 1-го (16.05.1945) та 2-го (04.04.1944) ступенів, трьома орденами Червоної Зірки (22.03.1943, 26.07.1943, …) і медалями.